# Референдум в Чехии (2003)
Референдум о вступлении Чешской республики в Европейский союз прошёл 13 и 14 июня 2003. Более 77 % избирателей поддержало членство и Чехия вступила в ЕС 1 мая 2004.
Для этого референдума был принят специальный ad hoc конституционный закон № 515/2002 Sb. На сегодняшний день это единственный общегосударственный референдум в истории Чешской Республики.

## Вопрос
Согласны ли вы с тем, чтобы Чешская Республика стала государством-членом Европейского Союза в соответствии с Договором о присоединении Чешской Республики к Европейскому Союзу?
Оригинальный текст (чешск.)Souhlasíte s tím, aby se Česká republika stala podle smlouvy o přistoupení České republiky k Evropské unii členským státem Evropské unie?

## Кампания
Исследования общественного мнения оценивали поддержку присоединения к ЕС между 63 % и 70 %; такого мнения придерживались в большинстве своём молодежь, образованные граждане с высокими доходами.

## Результаты
Результаты референдума подтвердил президент Вацлав Клаус 10 июля 2003.
| Всего избирателей | Недействительных голосов | Явка (%)          | За (%)            | Против (%)        |
| ----------------- | ------------------------ | ----------------- | ----------------- | ----------------- |
| 8 259 525         | 100 754                  | 4 557 960 (55,21) | 3 446 758 (77,33) | 1 010 448 (22,67) |